# عظيم أباد (دابوي الجنوبي)
عظیم أباد (بالفارسية: عظیم‌آباد) هي قرية تقع في إيران في قسم دابوي الجنوبی الريفي. يقدر عدد سكانها بـ 123 نسمة .